# Morris West

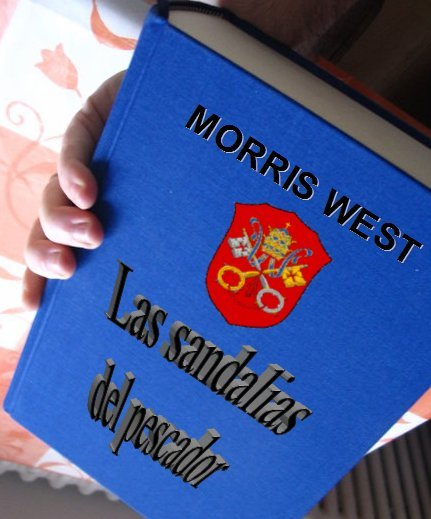
Edição de As Sandálias do Pescador.

Morris Langlo West (Saint Kilda, Victoria, Austrália, 26 de abril de 1916 – Clareville, Nova Gales do Sul, Austrália, 9 de outubro de 1999) foi um escritor australiano. Seus livros foram publicados em 27 idiomas e venderam mais de 60 milhões de cópias em todo o mundo.

## Biografia
Morris West nasceu em St. Kilda, Victoria, na Austrália. Foi o primeiro de seis irmãos. O pai era caixeiro-viajante, e a mãe, uma irlandesa católica. Formou-se em 1937 na Universidade de Melbourne e trabalhou muitos anos como professor. Passou 12 anos de sua vida em um mosteiro, mas não chegou a se ordenar padre. Em seus livros, West revela seus interesses no catolicismo romano, falando inclusive de muitos papas, e revela também um interesse na política internacional. Faleceu a 9 de outubro de 1999 em Clareville no estado da Nova Gales do Sul,vítima de um ataque cardíaco.
As obras de Morris West foram muitas vezes focadas na política internacional e no papel da Igreja Católica nos assuntos internacionais, ele escreveu O Advogado do Diabo, As Sandálias do Pescador e mais 29 livros, além de peças de teatro e programas de rádio.
Em abril de 1941, West se alistou na Força Aérea Real Australiana. Ele foi comissionado como tenente durante a 2.ª Guerra Mundial, sendo posteriormente enviado para Gladesville, Nova Gales do Sul, em 1944.

## Honraria
Ele foi nomeado membro da Ordem da Austrália nas honras do Dia da Austrália de 1985. Ele foi promovido a Oficial da Ordem nas Honras do Aniversário da Rainha de 1997.

## Obras
Esta é uma lista de livros publicados por Morris West.
| #  | Título no Brasil                                    | Tradutor Br                                | Título em Portugal                            | Tradutor Pt                               | Título EM Espanhol         | Tradutor Sp                                      | Título original em inglês                           | Ano    |
| -- | --------------------------------------------------- | ------------------------------------------ | --------------------------------------------- | ----------------------------------------- | -------------------------- | ------------------------------------------------ | --------------------------------------------------- | ------ |
| 01 | '                                                   | '                                          |                                               |                                           |                            |                                                  | Moon in my pocket (sob o pseudônimo: Julian Morris) | (1945) |
| 02 | Forca na areia                                      | Jorge de Sampaio                           | O tesouro                                     | Suzana Barata                             | Manchado de sangre         | Armando Hurtado                                  | Gallows on the Sand                                 | (1956) |
| 03 | Kundu                                               | Ângela Martha                              | Kundu                                         | Ana Paula Curado                          | Kundu                      | Fernando Santos Fontenla                         | Kundu                                               | (1956) |
| 04 | A Estrada Sinuosa                                   | Fernando de Castro Ferro                   | Toda a verdade ou A grande reportagem         | Fernando de Castro Ferro ou M. O. Machado | El caso Orgagna            | Jorge Onfray y Wilfred Reyes                     | The big story                                       | (1957) |
| 05 | Filhos das Trevas                                   | Anais Bonnel e Jorge de Sampaio            | Filhos do Sol                                 | Madalena Antunes                          | Hijos del sol              | Estela Lorca de Rojo                             | Children of the shadows                             | (1957) |
| 06 | A Segunda Vitória                                   | Fernando de Castro Ferro                   | A segunda vitória                             | Jorge Pinheiro                            | La segunda victoria        | María Espiñeira de Monje                         | The Second Victory                                  | (1958) |
| 07 | A concubina                                         | Luiz Fernandes                             | Perigosa conspiração] - A concubina           | Suzana Barata - M. Oliveira Gomes         | Petroleo diabólico         | Elvira Heredia Gracia                            | McCreary Moves In(sob o pseudônimo Michael Est)     | (1958) |
| 08 | O Advogado do Diabo                                 | Brenno Silveira                            | O advogado do diabo                           | Maria Luísa Santos                        | El abogado del diablo      | María Espiñera de Monge                          | The Devil’s Advocate                                | (1959) |
| 09 | Terra nua                                           | Luiz Fernandes                             | Terra nua                                     | Ana Maria Vasconcelos                     | El pais desnudo            | Carlos Vega                                      | The Naked Country                                   | (1960) |
| 10 | A Filha do Silêncio                                 | Brenno Silveira                            | Filha do silêncio                             | Mafalda Ferrari                           | Hija del siléncio          | Valentina Gómez                                  | Daughter of Silence                                 | (1961) |
| 11 | As Sandálias do Pescador                            | Fernando de Castro Ferro                   | As Sandálias do Pescador                      | Manuel Cordeiro                           | Las sandálias del pescador | Valentina Gómez de Muñoz                         | The Shoes of the Fisherman                          | (1963) |
| 12 | O Embaixador                                        | Affonso Blacheire                          | O embaixador                                  | Dulce Bessa Monteiro                      | Elembajador                | Carlos Vega                                      | The Ambassador                                      | (1965) |
| 13 | A Torre de Babel                                    | Sampaio Marinho                            | A torre de Babel / Conflitos no Oriente Médio | Sampaio Marinho / Susana Barata           | La torre de Babel          | O.L.M.S.                                         | The Tower of Babel                                  | (1968) |
| 14 | O Herege                                            | Carlos Lacerda                             |                                               |                                           | El hereje                  | Darwin J. Flakoll y Claribel Alegría             | The Heretic                                         | (1969) |
| 15 | Escândalo na igreja (co-autoria com Robert Francis) | A. B. Pinheiro de Lemos                    |                                               |                                           | Escándalo en la asanblea   | Ana y Claribel Alegría                           | Scandal In The Assembly                             | (1970) |
| 16 | O Verão do Lobo Vermelho                            | A. B. Pinheiro de Lemos                    | O verão do lobo vermelho                      | Clarisse Tavares                          | El verano del lojo rojo    | María Espiñera de Monge                          | Summer of the Red Wolf                              | (1971) |
| 17 | A Salamandra                                        | A. B. Pinheiro de Lemos                    | A salamandra                                  | Maria Manuela Cobeira                     | La salamandra              | María Basaglia / Sebastián Martínez y Luis Vigil | The Salamander                                      | (1973) |
| 18 | Arlequim                                            | A. B. Pinheiro de Lemos                    | O Arlequim                                    | Carolina de Oliveira - Sophie Vinga       | Arlequín                   | Marta I. Guastavino                              | Harlequin                                           | (1974) |
| 19 | O navegante                                         | A. B. Pinheiro de Lemos                    | O navegante                                   | Maria Helena Rodrigues de Carvalho        | El navegante               | Marta I. Guastavino                              | The Navigator                                       | (1976) |
| 20 | Proteu                                              | A. B. Pinheiro de Lemos                    | Proteu                                        | Maria Luísa Feijó                         | Proteo                     | Nuria Gutiérrez Casas                            | Proteus                                             | (1979) |
| 21 | Os Fantoches de Deus                                | A. B. Pinheiro de Lemos                    | Os palhaços de Deus                           | Teixeira Aguilar                          | Los bufones de Dios        | Marta Cruz Coke de Lagos                         | The Clowns of God                                   | (1981) |
| 22 | Um Mundo Transparente                               | A. B. Pinheiro de Lemos                    | O mundo é feito de vidro                      | Ana Maria Sampaio                         | El mundo es de cristal     | Raúl Acuña                                       | The World Is Made of Glass                          | (1983) |
| 23 | O preço da honra                                    | A. B. Pinheiro de Lemos                    | Cassidy                                       | Maria Tereza de Pinto Pereira             | Dios salve su alma         | Aníbal Leal                                      | Cassidy                                             | (1986) |
| 24 | Fora de série                                       | A. B. Pinheiro de Lemos                    | Golpe de mestre                               | Lucília Rodrigues                         | Jugada maestra             | Aníbal Leal                                      | Masterclass                                         | (1988) |
| 25 | O Milagre de Lázaro                                 | A. B. Pinheiro de Lemos                    | Lázaro                                        | Elza Andriga                              | Lazaro                     | Aníbal Leal                                      | Lazarus                                             | (1990) |
| 26 | O Mestre de Cerimônias                              | A. B. Pinheiro de Lemos                    | O mestre de cerimónias                        | Maria Helena Fernandes                    | El ojo del samurai         | Aníbal Leal                                      | The ringmaster                                      | (1991) |
| 27 | Os amantes                                          | A. B. Pinheiro de Lemos                    | Os amantes                                    | Jorge de Castro Ramos                     | Los amantes                | Aníbal Leal                                      | The lovers                                          | (1993) |
| 28 | Ponto de Fuga                                       | Ricardo Silveira e Antonio Selvaggi Soares | Ponto de viragem                              | Idabel Veríssimo                          | Al fina del camiño         | Carlos Gardini                                   | Vanishing Point                                     | (1996) |
| 29 | Do alto da montanha: testemunho de um peregrino     | Jaime Rodrigues                            | Uma visão sublime                             | Maria Georgina Segurado                   |                            |                                                  | A View from the Ridge                               | (1997) |
| 30 | A eminência                                         | Maria dos Anjos Rouch                      | Eminência                                     | Lucília Rodrigues                         | Eminéncia                  | Fernando Mateo                                   | Eminence                                            | (1998) |
| 31 | A última confissão                                  | Myriam Campello                            | A última confissão                            | Maria de Lourdes Graça de Sousa Medeiros  |                            |                                                  | The last confession                                 | (2000) |

## Adaptações

### Filmes
- The Crooked Road (baseado no livro The Big Story) (1965) estrelando Robert Ryan
- The Shoes of the Fisherman As Sandálias do Pescador (filme) (1968) estrelando Anthony Quinn
- The Devil's Advocate (1977) estrelando John Mills, Daniel Massey, Paola Pitagora e Stéphane Audran
- The Salamander (1981)
- The Naked Country (1984)
- The Second Victory (1986)

### Minissérie
- Cassidy (1989)